# Ił-10
Ił-10 (ros. Ил-10) – radziecki samolot szturmowy skonstruowany pod koniec II wojny światowej w biurze konstrukcyjnym Iliuszyna. Budowany był także na licencji w Czechosłowacji jako Avia B-33.

## Historia

### Powstanie
Podstawowym samolotem szturmowym, używanym przez lotnictwo radzieckie od początku wojny radziecko-niemieckiej, był Ił-2 konstrukcji Siergieja Iliuszyna, napędzany silnikiem widlastym Mikulin AM-38. Pomimo że stanowił on udaną konstrukcję, odnoszącą spore sukcesy, w toku wojny uwidoczniła się potrzeba zastąpienia go nowszym samolotem, o lepszych parametrach, pozbawionym też pewnych wad Ił-2. Głównym założeniem dla następcy Ił-2 było zwiększenie prędkości i manewrowości na małych wysokościach w celu łatwiejszego unikania ognia małokalibrowej artylerii przeciwlotniczej, która stanowiła główne zagrożenie dla lotnictwa szturmowego. Od 1942 roku swój projekt nowoczesnego lekkiego samolotu szturmowego Su-6, rokujący spore nadzieje, rozwijał Pawieł Suchoj. Iliuszyn natomiast prowadził prace nad cięższym samolotem, wywodzącym się z Ił-2, oznaczonym WSz, następnie Ił-8 M-71. Oba miały być napędzane nie produkowanym seryjnie silnikiem gwiazdowym M-71.
Iliuszyn podjął również w 1943 prace nad nowym samolotem, oznaczonym Ił-1, który miał być opancerzonym jedno- lub dwumiejscowym samolotem myśliwsko-szturmowym, przeznaczonym głównie do zwalczania bombowców i samolotów transportowych. Ił-1 był ogólnie podobny konstrukcyjnie do Ił-2, lecz był nowocześniejszy, całkowicie metalowy i napędzany nowym silnikiem AM-42 oraz miał bardziej zwartą konstrukcję. Siły powietrzne odstąpiły jednak od zamiaru budowy opancerzonych myśliwców, z uwagi na ich zbyt niską prędkość, niewystarczającą nawet do przechwycenia części bombowców. W związku z tym, Iliuszyn postanowił przekonstruować Ił-1 do roli samolotu szturmowego, przy tym jego oznaczenie zmieniono na początku 1944 z Ił-1 na Ił-10 (nieparzyste numery nosiły radzieckie myśliwce). Na wiosnę 1944 prototypowy samolot został oblatany i w czerwcu przeszedł z sukcesem próby państwowe.
W tym czasie ukończony został także inny projekt cięższego szturmowca Iliuszyna Ił-8 z takim samym silnikiem AM-42, wywodzący się konstrukcyjnie z Ił-2. Przenosił on więcej uzbrojenia, niż Ił-10 – do 1000 kg bomb, lecz miał gorsze osiągi. Trzecim ukończonym prototypem samolotu szturmowego była nowa wersja Su-6 z silnikiem AM-42. W wyniku prób porównawczych, Ił-10 uznany został za najlepszy i wybrany jako nowy samolot szturmowy, mimo że według części opinii, Su-6 był bardziej udanym i nowoczesnym samolotem, o porównywalnych osiągach, ale lepszym uzbrojeniu. Istotną zaletą Ił-10 było jednak również jego pokrewieństwo z produkowanym już Ił-2, ułatwiające opanowanie technologii produkcji i obsługi.

### Produkcja

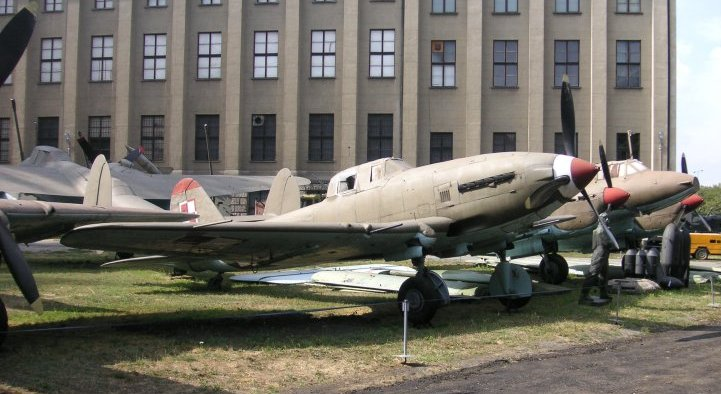
Ił-10 w Muzeum Wojska Polskiego

Postanowieniem Państwowego Komitetu Obrony (GKO) z 23 sierpnia 1944 Ił-10 został skierowany do seryjnej produkcji. Podjęto ją w fabrykach nr 1 i nr 18 w Kujbyszewie. Pierwszy seryjny samolot oblatano 27 września 1944, a do końca roku zbudowano 99 maszyn. Samoloty pierwszych serii borykały się  z szeregiem usterek, w tym awariami i pożarami silników, z których większość wyeliminowano w 1945. Uzbrojenie maszyny było podobne, jak w ostatnich seriach Ił-2 i stanowiło je dwa działka kaliber 23 mm WJa-23 i 2 karabiny maszynowe 7,62 mm w skrzydłach, ruchomy wkm 12,7 mm tylnego strzelca oraz 400 kg, a maksymalnie 600 kg bomb. Samolot początkowo nie zabierał pocisków rakietowych.
Od kwietnia 1945 wprowadzono możliwość uzbrajania samolotów w 4 niekierowane pociski rakietowe. Produkcję Ił-10 zakończono w 1947 po zbudowaniu 4600 samolotów.
W latach 1945–1947 wyprodukowano ponadto 280 samolotów szkolno-treningowych Ił-10U. W miejscu kabiny strzelca urządzono w nim kabinę instruktora ze zdwojonymi przyrządami sterowniczymi. Oprócz ograniczenia uzbrojenia do dwóch działek w skrzydłach, dwóch niekierowanych pocisków rakietowych i bomb, jego dane techniczne i konstrukcja były zbliżone do samolotu bojowego.
W 1951 produkcję Ił-10 podjęto na licencji w czechosłowackich zakładach Avia pod oznaczeniem B-33. Pierwszy został oblatany 26 grudnia 1951. Początkowo silniki sprowadzano z ZSRR, a od 1952 produkowano je w Czechosłowacji jako M-42. Oprócz wersji bojowej, produkowano wersję szkolną UIł-10 pod oznaczeniem CB-33. Łącznie do 1956 roku zbudowano 1200 samolotów Avia B-33 i CB-33.
W 1951 roku, na skutek doświadczeń wojny koreańskiej, dowództwo radzieckiego lotnictwa uznało, że śmigłowe samoloty szturmowe nie utraciły całkiem przydatności na polu walki i postanowiło wznowić produkcję Ił-10 w zmodernizowanym wariancie Ił-10M, oblatanym 2 lipca 1951. Zwiększono nieco długość kadłuba, rozpiętość skrzydeł oraz powierzchnię usterzenia samolotu. W skrzydłach zamontowano 4 nowsze działka 23 mm NR-23, zaś tylny strzelec został uzbrojony w działko kal. 20 mm. Ładunek bomb wynosił 600 kg. Nie przewidywano użycia pocisków rakietowych. Unowocześniono również wyposażenie pilotażowe. Nieco spadły  osiągi samolotu, lecz poprawiły się jego własności pilotażowe. W latach 1953–1954 wyprodukowano 146 samolotów Ił-10M, głównie w fabryce nr 168 w Rostowie.
Łącznie zbudowano 6226 samolotów Ił-10 we wszystkich odmianach.
Prowadzono próby wersji rozwojowych Ił-10 z mocniejszymi silnikami AM-43 i AM-45, lecz nie były one udane. Iliuszyn skonstruował następnie nieco pomniejszony samolot szturmowy Ił-16, o polepszonych osiągach i podobnym uzbrojeniu. Oblatany został 10 czerwca 1945, lecz z uwagi na niedopracowanie silnika AM-43, prace nad nim wstrzymano.

### Użycie

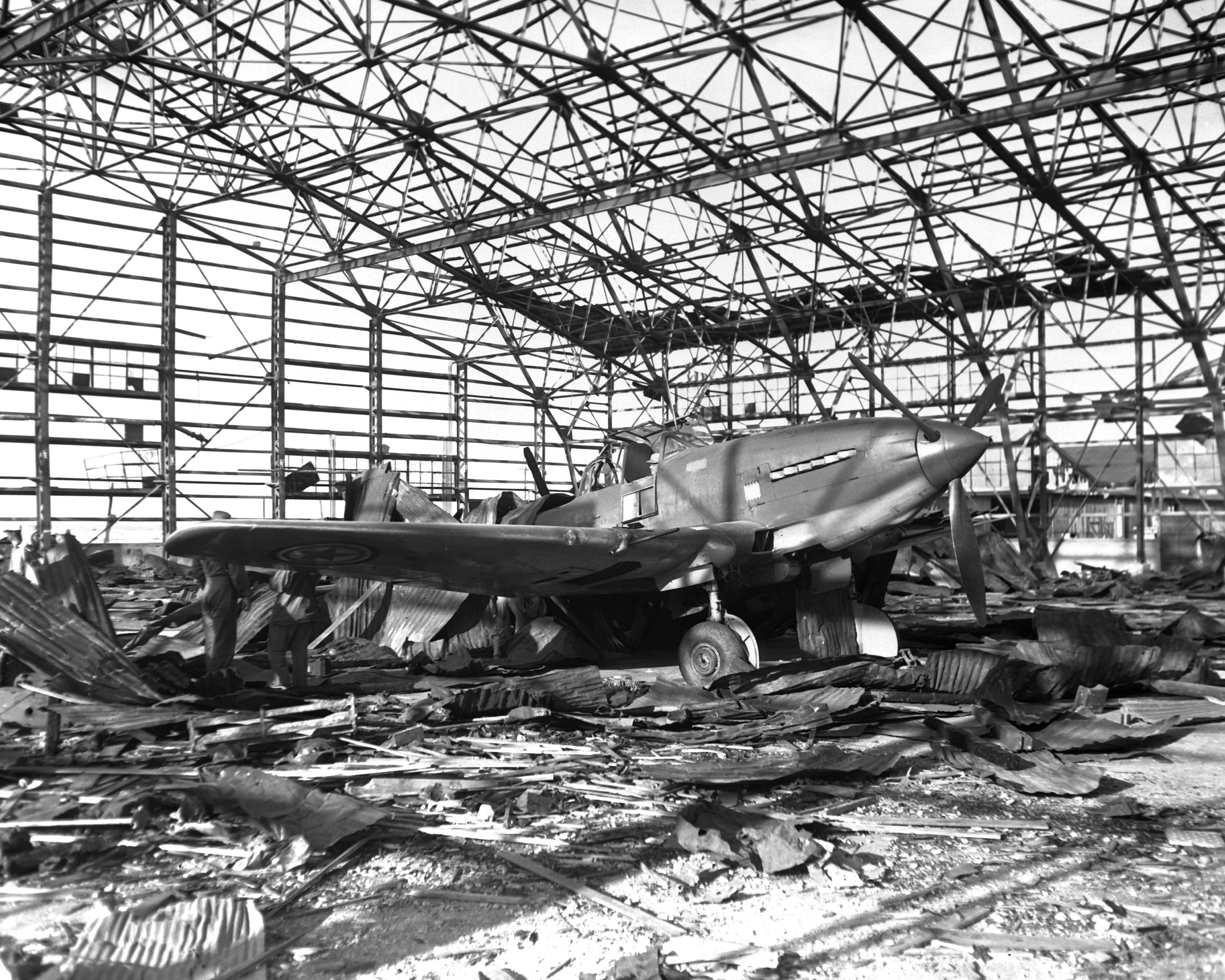
Uszkodzony Ił-10 należący do Sił Powietrznych Koreańskiej Republiki Ludowo-Demokratycznej na lotnisku Gimpo we wrześniu 1950 roku

W lotnictwie radzieckim, Ił-10, jako nowy typ samolotu, najpierw wszedł na wyposażenie jednostek szkolnych. W styczniu 1945 weszły one na uzbrojenie 78. gwardyjskiego pułku lotnictwa szturmowego, lecz jednostka ta nie wzięła udziału w walce z powodu nieukończenia szkolenia. W końcowych walkach II wojny światowej w Europie wzięły natomiast udział trzy pułki Ił-10: 571. pułk lotnictwa szturmowego (od 15 kwietnia 1945), 108. gwardyjski pułk lotnictwa szturmowego (od 16 kwietnia 1945) i 118. gwardyjski pułk lotnictwa szturmowego (8 maja 1945). Kilkanaście samolotów zostało zniszczonych ogniem przeciwlotniczym lub na skutek awarii silników, lecz samolot okazał się udaną konstrukcją. Jeden Ił-10 został zestrzelony przez myśliwce Fw 190, natomiast załoga ze 118. pułku zestrzeliła inny Fw 190 i uszkodziła kolejny. Na dzień 10 maja 1945, w jednostkach bojowych radzieckiego lotnictwa było 120 sprawnych Ił-10 i 26 niesprawnych.
Po przystąpieniu ZSRR do wojny z Japonią 9 sierpnia 1945, jeden pułk Ił-10 – 26. pułk szturmowy Floty Oceanu Spokojnego został użyty w działaniach na Półwyspie Koreańskim, atakując żeglugę japońską w portach i transport kolejowy.
Po wojnie, do początku lat 50., Ił-10 był podstawowym samolotem szturmowym lotnictwa radzieckiego. Samoloty te wycofano w 1956, przekreślając również wówczas prace nad dalszymi konstrukcjami odrzutowych opancerzonych samolotów szturmowych. Ił-10, także w wersji licencyjnej B-33, stał się też w latach 50. podstawowym samolotem szturmowym państw Układu Warszawskiego. W Polsce używano od lutego 1949 roku 120 Ił-10 (w tym 24 UIł-10), a następnie 281 B-33. Avie B-33 zostały w Polsce dostosowane do przenoszenia dodatkowych zbiorników paliwa 400 l od myśliwca MiG-17. Zaczęto je wycofywać w 1957, a ostatecznie wycofano w 1959 roku. W Czechosłowacji w latach 1950–1960 używano 86 Ił-10 (w tym 6 UIł-10) i około 600 B-33. Węgry w latach 1949–1956 używały 159 Ił-10 i B-33. Rumunia w latach 1953–1960 używała 30 Ił-10 i 150 B-33. Samolotów tych używała również Bułgaria.
Pod koniec lat 40., 93 samoloty Ił-10 i 79 myśliwskich Jak-9 otrzymało lotnictwo Koreańskiej Republiki Ludowo-Demokratycznej. Samoloty te następnie były używane bojowo w 57. pułku szturmowym podczas wojny koreańskiej, odnosząc początkowo sukcesy przeciw słabej obronie Korei Południowej, lecz następnie ponosząc duże straty w starciu z amerykańskimi myśliwcami. W 1950 roku, podczas wojny, KRLD otrzymała pewną liczbę dalszych samolotów z ZSRR.
Od 1950 roku samolotów Ił-10 używała Chińska Republika Ludowa, w składzie dwóch pułków w dywizji szturmowej. W styczniu 1955 zostały one użyte bojowo podczas konfliktu granicznego z Tajwanem o przybrzeżne wyspy. Samoloty te służyły w Chinach aż do 1972 roku. Ponadto, od 1957, 24 samolotów B-33 używał Jemen.

## Opis techniczny

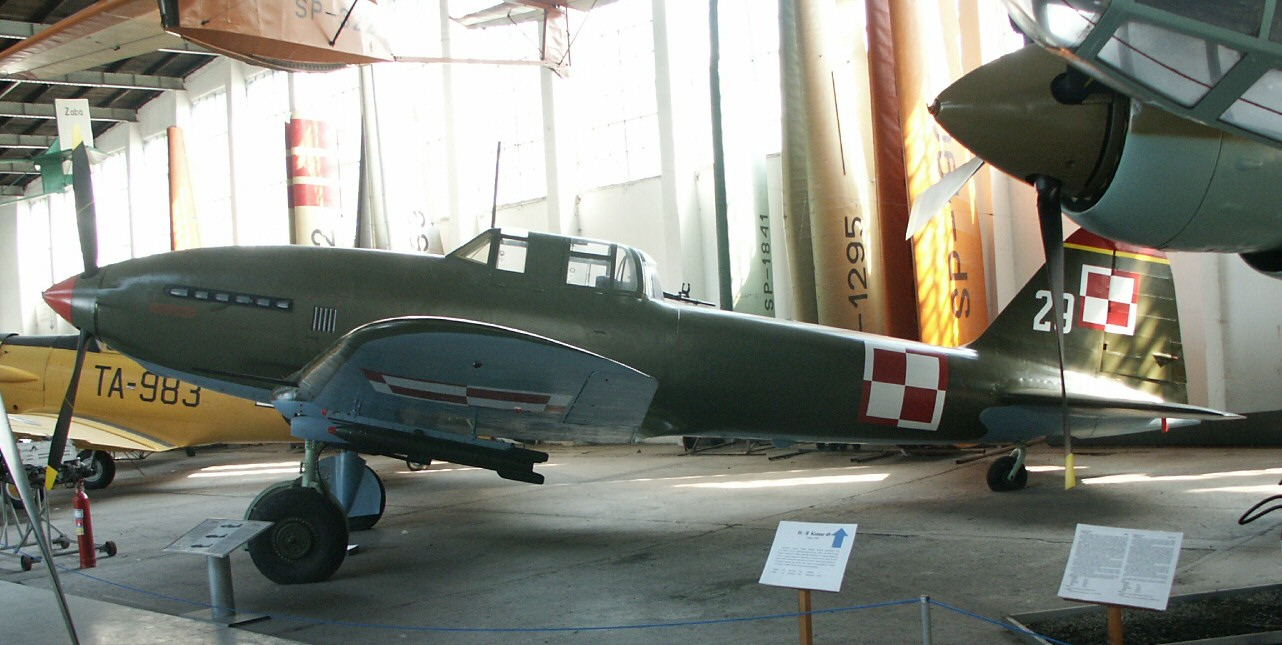
Avia B33 (licencyjny Ił-10) w Muzeum Lotnictwa Polskiego w Krakowie

Jednosilnikowy dolnopłat o konstrukcji metalowej, pokryty metalem. Przednia część kadłuba, do kabiny załogi, stanowi skorupę z blachy pancernej o grubości 4-8 mm, stanowiącej integralny element konstrukcji nośnej. Najgrubszy pancerz 8 mm znajduje się na dolnej osłonie silnika. Kabina załogi w środkowej części, opancerzone są  boczne ściany kabiny, przegroda między członkami załogi i ścianka za kabiną, oraz dach kabiny nad pilotem i boczne ramy oszklenia kabiny pilota. Przed pilotem znajduje się szyba ze szkła pancernego grubości 64 mm. Pancerz miał ogólną masę 994 kg (z elementami mocowania). Tylna część kadłuba o konstrukcji półskorupowej, usterzenie klasyczne. Skrzydło składa się z centropłata i dwóch części zewnętrznych. W centropłacie znajdują się dwie komory bombowe (ładowane przez luki od góry). Załoga: 2 osoby, z przodu: pilot, z tyłu strzelec, oddzieleni pancerną przegrodą. Podwozie samolotu klasyczne, golenie główne wciągane do skrzydeł do tyłu po obrocie o 86°, kółko ogonowe chowane.
Uzbrojenie strzeleckie: wczesne Ił-10 miały dwa działka WJa-23 kal. 23 mm  (po 150 nabojów) i 2 karabiny maszynowe kal. 7,62mm SzKAS (po 750 nabojów) stałe w skrzydłach, obsługiwane przez pilota i ruchomy wielkokalibrowy karabin maszynowy kal. 12,7 mm UBT na tylnym stanowisku strzeleckim BU-8, obsługiwany przez strzelca, z zapasem 150 nabojów i polem ostrzału 100° w poziomie. Od 1947 roku samoloty miały 4 działka 23 mm NS-23 w skrzydłach (po 150 nabojów) i działko 20 mm B-20T tylnego strzelca w stanowisku BU-9 (150 nabojów) (Avia B-33 miała 4 działka 23 mm NS-23RM w skrzydłach i działko 20 mm B-20ET tylnego strzelca w stanowisku BU-9M). Ił-10M miał 4 działka 23 mm NR-23 w skrzydłach (po 150 nabojów) i działko 20 mm B-20EN tylnego strzelca w stanowisku BU-9M.
Normalny ładunek bomb wynosił 400 kg, a maksymalny 600 kg. Można było używać małych bomb odłamkowych lub przeciwpancernych o działaniu kumulacyjnym o wagomiarze kilku lub kilkunastu kilogramów, układanych bezpośrednio na podłodze komór bombowych, albo bomb o wagomiarze 50 lub 100 kg podwieszanych po jednej w komorach bombowych i na dwóch zamkach pod centropłatem, albo dwóch bomb 200 lub 250 kg pod centropłatem. Zamiast bomb można było podwieszać różne zasobniki chemiczne (np. zbiorniki z napalmem). Jedne z wariantów ładunku w postaci bomb małych wagomiarów to 182 (maksymalnie 200) bomb odłamkowych AO-2,5-2 (wagomiar 2 kg) lub 144 przeciwpancerne PTAB-2,5-1,5. Oprócz bomb, samolot mógł przenosić 4 niekierowane pociski rakietowe RS-82 lub RS-132 na prowadnicach pod skrzydłami. Samoloty Avia B-33 były przystosowane także do przenoszenia innych pocisków rakietowych. W ogonowej części samolotu znajdowała się kaseta DAG-10 z 10 granatami AG-2 opadającymi na spadochronach i wybuchającymi po zadziałaniu zapalników czasowych. W zamierzeniu miały być one używane do zwalczania atakujących z tylnej półsfery, samolotów myśliwskich przeciwnika.  Brak jednak informacji o przypadkach ich użycia bojowego.
Napęd: jeden 12-cylindrowy widlasty AM-42 o mocy normalnej 1770 KM, startowej 2000 KM (resurs silnika 100, później 200 godzin). Trójłopatowe śmigło o nastawnym skoku AW-5Ł-24 o średnicy 3,6 m.
Zbiornik paliwa górny o pojemności 440 l w kadłubie, nad silnikiem, przed kabiną załogi i dolny 290 l pod kabiną załogi. Samolot był wyposażony w radiostację oraz aparat fotograficzny AFA-1M w tylnej dolnej części kadłuba do oceny skutków bombardowania i zadań rozpoznawczych.

## W muzeach
- Ił-10 
  - Centralne Muzeum Sił Lotniczych Federacji Rosyjskiej w Monino[3]
  - Muzeum Wojska Polskiego w Warszawie[4] – nr taktyczny 011, nr seryjny 5523, przekazany do Muzeum przez Dowództwo Wojsk Lotniczych 15 października 1957 roku[5]. Uzbrojenie stałe samolotu składa się z dwóch działek kalibru 23 mm WJa i dwóch karabinów maszynowych kalibru 7,62 mm SzKAS
- B-33 (wersja licencyjna produkowana w Czechosłowacji)
  - Lubuskie Muzeum Wojskowe w Drzonowie, Polska
  - Muzeum Lotnictwa Polskiego w Krakowie, Polska. Uzbrojenie stałe samolotu składa się z czterech działek kalibru 23 mm NS-23.
  - Muzeum Lotnictwa Kbely w Pradze, Czechy